# Lili Liliana
Lili Liliana (lub Lily Liliana), wł. Liliana Glasser (ur. 23 października 1913 w Warszawie, zm. 27 listopada 1989 w Nowym Jorku) – polska aktorka żydowskiego pochodzenia, która zasłynęła głównie z ról w przedwojennych żydowskich filmach i sztukach teatralnych w języku jidysz.
Na potrzeby roli w Dybuku nauczyła się języka jidysz. Jej filmowy ukochany grany był przez Leona Liebgolda, z którym w rzeczywistości wkrótce po nagraniu filmu wzięła ślub. Pozostali małżeństwem do jej śmierci. W 1939, krótko przed wybuchem II wojny światowej oboje wyruszyli do Stanów Zjednoczonych, by wziąć udział w produkcji filmu Kol Nidre, który premierę miał we wrześniu tego samego roku.
Po wojnie do późnej starości występowała (często wraz z mężem) w teatrach żydowskich w Nowym Jorku.

## Filmografia
- 1939: Kol Nidre
- 1937: Dybuk